# Marciac
Marciac je naselje in občina v južnem francoskem departmaju Gers regije Jug-Pireneji. Leta 2008 je naselje imelo 1.231 prebivalcev.

## Geografija
Naselje leži v pokrajini Gaskonji ob reki Bouès, 46 km jugozahodno od Aucha.

## Uprava
Marciac je sedež istoimenskega kantona, v katerega so poleg njegove vključene še občine Armentieux, Beccas, Blousson-Sérian, Cazaux-Villecomtal, Juillac, Ladevèze-Rivière, Ladevèze-Ville, Laveraët, Monlezun, Monpardiac, Pallanne, Ricourt, Saint-Justin, Scieurac-et-Flourès, Sembouès, Tillac, Tourdun in Troncens s 3.347 prebivalci.
Kanton Marciac je sestavni del okrožja Mirande.

## Zanimivosti
Naselbina je bila ustanovljena leta 1298 kot srednjeveška bastida, imenovana po toulouškem senešalu Guichardu de Marciacu.
- gotska cerkev Marijinega Vnebovzetja iz 15. stoletja,
- osmerokotni zvonik iz 14. stoletja, ostanek nekdanjega avguštinskega samostana
- kapela Notre-Dame-de-la-Croix, romarska postaja na poti v Santisgo de Compostelo.